# 스카이스타 항공
스카이스타 항공(영어: SkyStar Airways, Ltd.)는 태국 방콕에 본사를 둔 항공사였다.
스카이스타 항공은 직원 250명(2009년)이었다. 스카이스타 항공은 2008년 9월 이후 6개월간 직원 급여를 지급하지 않아 2009년 1월 3일 운항을 중단했다.

## 목적지
스카이스타 항공은 다음과 같은 목적지를 제공했다(2009년 7월).

### 아시아
- 중화인민공화국 (중국)
  - 청두 - 청두 솽류 국제공항 [ 계절별 ]
  - 충칭 - 충징 장베이 국제공항 [ 계절별 ]
  - 하얼빈 - 하얼빈 타이핑 국제공항 [ 계절별 ]
  - 난닝 - 난닝 우수 국제공항 [ 계절별 ]
- 대한민국
  - 부산 - 김해 국제공항
  - 서울 - 인천 국제공항
- 태국
  - 방콕 - 수완나품 국제공항 허브
  - 치앙마이 - 치앙마이 국제공항 [ 계절별 ]
  - 푸켓 - 푸켓 국제공항 포커스 시티
  - 수랏타니 - 수랏타니 국제공항 [ 계절별 ]

## 항공기
스카이스타 항공의 항공기는 다음과 같이 구성되었다(2009년 7월 8일).